# Spermophora dubia
Spermophora dubia là một loài nhện trong họ Pholcidae. Loài này được phát hiện ở New Guinea.